# Расулов, Мурад Магомедович
Мурад Магомедович Расулов (1970, Махачкала, Дагестанская АССР, РСФСР, СССР) — российский спортсмен, специализируется по ушу. 

## Спортивная карьера
Ушу-саньда начал заниматься с 1991 года в махачкалинском спортивном клубе «Денгиз». Тренировался под руководством Расула Чотанова. В 1993 году стал обладателем Кубка России и Кубка Европы.

## Спортивные достижения
- Кубок России по ушу-саньда 1993 — ;
- Кубок Европы по ушу-саньда 1993 — ;

## Личная жизнь
В 1988 году окончил среднюю школу № 35 в Махачкале.